# Hřebečníky
Hřebečníky är en ort i Tjeckien.   Den ligger i regionen Mellersta Böhmen, i den centrala delen av landet, 50 km väster om huvudstaden Prag. Hřebečníky ligger 388 meter över havet och antalet invånare är 267.
Terrängen runt Hřebečníky är kuperad åt sydost, men åt nordväst är den platt. Runt Hřebečníky är det ganska glesbefolkat, med 43 invånare per kvadratkilometer. Närmaste större samhälle är Rakovník, 13,3 km norr om Hřebečníky. I omgivningarna runt Hřebečníky växer i huvudsak blandskog.